# Edmond Canet
Pour les articles homonymes, voir Canet.
Edmond Pierre Jacques Canet est un homme politique français né le 13 janvier 1808 à Montpellier (Hérault) et décédé le 18 mai 1859 à Albi (Tarn).
Avocat à Albi, il est député du Tarn de 1849 à 1851, siégeant à gauche. Il est par deux fois candidat d'opposition sous le Second Empire.

## Sources
- « Edmond Canet », dans Adolphe Robert et Gaston Cougny, Dictionnaire des parlementaires français, Edgar Bourloton, 1889-1891 [détail de l’édition]